# Can Olesa
Can Olesa és un casal senyorial d'origen gòtic, reformat el segle xvi i xvii que es troba en el centre de la ciutat de Mallorca. Aquesta casa és una de les poques de la ciutat que conserva completament els seus interiors d'època, i va ser declarada Monument Històric i Artístic pel Ministeri de Cultura l'any 1973, de manera que té consideració de Bé d'Interès Cultural en categoria de monument.

## Història
L'edifici fou dissenyat per Jaume Bruguera a final del segle xvi, però la casa actual és producte de la reforma de final del segle xvii. L'edifici que ens ha arribat és el resultat de diferents modificacions i ampliacions de l'antiga casa de la família Descós (desapareguda el segle xvi), a partir de la seva adquisició per Salvador d'Olesa i Sureda. En aquest llarg procés de canvis hi ha dues reformes que marcaren el casal i li incorporaren les solucions estilístiques i espacials més definitòries del moment en què es dugueren a terme. La primera reforma important és del segle xvi, renaixentista, i la segona és del segon terç del segle xvii, barroca. El casal fou propietat de la família Olesa fins que el vengueren el 2013 a un grup inversor estranger.

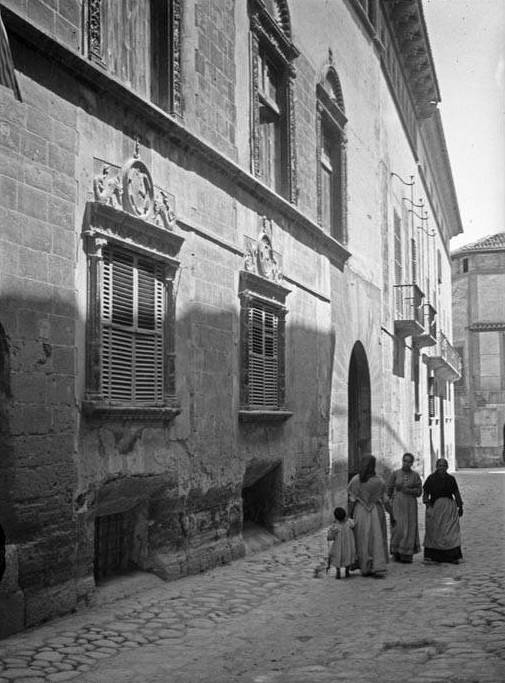
Façana de can Olesa en una imatge d'entre 1880 i 1926

## Descripció
La façana del casal, en el número 9 de Can Morei, conserva un parament anterior, obra del segle xvi, amb finestres renaixentistes, que té escuts de la família Descós. La façana presenta una disposició asimètrica, determinada pel portal de mig punt amb amples dovelles, situat en un extrem. A la planta baixa hi ha dues finestres amb columnes clàssiques rematades amb medallons, flanquejats per esfinxs, on apareix l'escut dels Descós. A la planta noble les fines són majors. El porxo utilitza un conjunt d'arcs conopials del darrer gòtic.

## El pati
La casa està distribuïda entorn d'un magnífic pati central. Aquest pati és un dels exemples més prototípics del pati barroc mallorquí, amb les seves característiques columnes, arcs extraordinàriament rebaixats i escala rematada per una galeria de tres arcs. El pati procedeix de l'edifici del segle xvi, reformat en el XVII, i ha servit de model a moltes de les cases senyorials ciutadanes, fins a l'extrem de convertir-se en un element característic dels casals de la ciutat de Mallorca. Hi podem observar diversos elements significatius, com les columnes de tradició jònica, molt gruixades, que sostenen arcs rebaixats. L'entrada mostra un trespol de terra premsada, amb coberta de bigues i portals dels estudis en els laterals; al fons del pati hi ha una escala de dos trams que condueix a una galeria de tres arcs de mig punt amb balustrada. Cal assenyalar un bell brocal octogonal i l'escut dels Olesa, que presideix el pati. El sòl dibuixa formes geomètriques. Prop del brocal, una finestra renaixentista mostra una tipologia semblant a les exteriors de la planta baixa.

## Elements interiors
L'edifici conserva tota la seva decoració històrica amb poques variacions en els elements exteriors (pati i façana), però també molt ben conservats en els seus elements interiors. Les sales de la planta noble presenten una decoració sumptuosa en la qual hi trobam peces d'un gran valor artístic i altres de més comunes, però configurant un conjunt excepcional. Entre les peces de més qualitat cal destacar els tapissos del segle xiv, els tapissos flamencs del segle xvii, inspirats en cartons de Rubens que representen Ròmul i Rem i el Rapte de les sabines, col·leccions de ceràmica i vidre, així com un mobiliari molt ric: cornucòpies, brasers, còmodes mallorquines o pintures de diferents èpoques de Mesquida, Bestard i altres.